# Chenal du Sud
Chenal du Sud är en gren av Ottawafloden i Kanada.   Den ligger i provinsen Québec, i den sydöstra delen av landet, 260 km norr om huvudstaden Ottawa.